# Mednyánszky Sándor Cézár
Báró aranyosmeggyesi Mednyánszky Sándor Cézár (Beckó, 1824. július 9. – Hyères, Franciaország, 1857. április 20.) római katolikus lelkész, az 1848–49-es szabadságharcban tábori főlelkész, majd a hadügyminisztérium hadlelkész osztályának igazgató tanácsosa. Mednyánszky László honvéd őrnagy, vértanú öccse. Mednyánszky László festőművész nagybátyja. Apja, báró Mednyánszky József részt vett a napóleoni háborúkban és Franciaországból nősült.

## Életrajza
A főnemesi báró aranyosmeggyesi Mednyánszky család sarja. Apja, báró aranyosmeggyesi Mednyánszky József (1789–1868), császári és királyi kamarás, főhadnagy, anyja, viri Richter Eleonóra (1798–1889) volt.
Teológiai tanulmányai elvégzése után, 1847. július 20-án szentelték pappá. Hivatását Dévényben, majd Zohorban gyakorolta. Főrendként részt vett az 1847–48-as, utolsó rendi országgyűlésen. A franciaországi forradalmi események hatására kezdetben konzervatív politikai nézeteit feladta, és egyre inkább a liberális eszmék hirdetőjévé vált. 1848 decemberében híveivel együtt gyűjtést rendezett a sebesült honvédek számára. 1849 januárjában csatlakozott Görgei Artúr feldunai seregéhez, és áprilistól a hadtest főlelkésze lett. A magyar hadsereg tábori lelkészeinek nem volt katonai rangjuk, de a csatatéren is jelen kellett lenniük, és gyakran a harcban is szerepet vállaltak. 1849. február 27-én, a kápolnai csata második napján Mednyánszky Cézár kereszttel a kezében vezette rohamra a Zanini gyalogezred katonáit. 1849. június 24-én Görgei hadügyminiszter kinevezte a minisztérium hadlelkészi osztályának igazgató tanácsosává. 

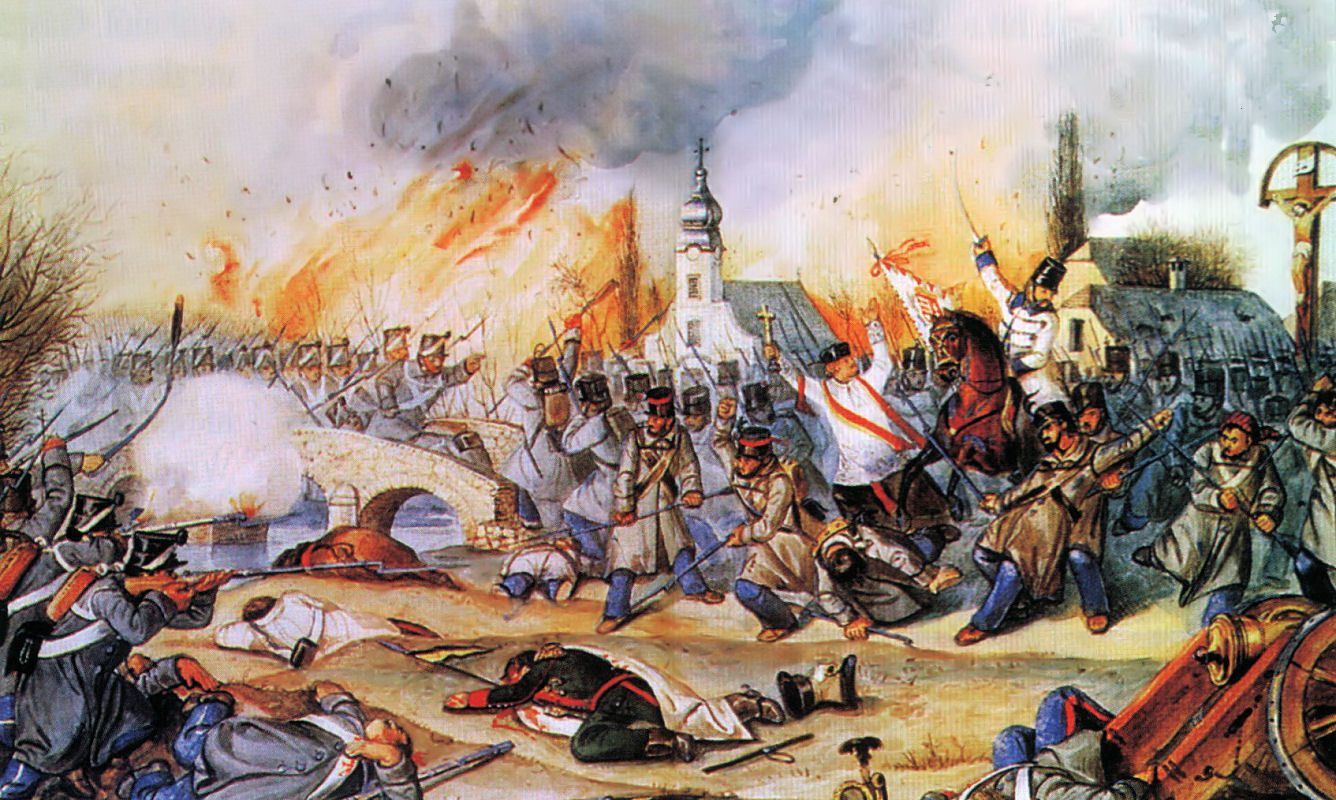
Mednyánszky Cézár és Psotta Móric honvéd ezredes rohamra vezeti a Zanini gyalogezred katonáit a kápolnai csatában (Than Mór festménye)

A szabadságharc leverése után, 1849 augusztusában édesanyja rokonaihoz, Franciaországba menekült. Jó barátságban volt Teleki Lászlóval és Kossuth Lajos megbízottjaként a francia baloldallal tartott kapcsolatot. Távollétében a császári hadbíróság kötél általi halálra ítélte, és nevét jelképesen bitófára szegezték (ezt nevezték in effigie kivégzésnek). Az 1850-es évek elején súlyos magánéleti válságba került, eljegyezte egy francia képviselő leányát és 1851-ben kilépett a papi rendből. Hogy anyagi ügyeit rendezhesse, 1853-ban kölcsönt vett fel, és egy hajórakomány áruval Ausztráliába indult. Az áru az úton tönkrement, ezért Ausztráliában aranyásással kezdett foglalkozni, de egy rablótámadás következtében bal karját elvesztette.
1854-ben az Amerikai Egyesült Államok érintésével visszatért Franciaországba. Sem magánéleti, sem anyagi problémái nem rendeződtek, ezért néhány év múlva öngyilkosságba menekült.
Az emigrációban megírta visszaemlékezéseit; a könyv The confessions of a Catholic priest címmel 1858-ban Londonban jelent meg. A magyar változatot Óvári-Avary Károly 1930-ban Báró Mednyánszky Cézár emlékezései és vallomásai az emigrációból címmel adta ki Budapesten.

## Filmen
- 1982–83-ban készült Mint oldott kéve című tévésorozat Nemeskürty István forgatókönyvéből Révész György rendezésében.